# هيروشي شيما
هيروشي شيما (باليابانية: 島比呂志) (23 يوليو 1918، كاغاوا في اليابان - 22 مارس 2003)؛ روائي ياباني.